# Relațiile dintre România și Armenia
Relațiile româno-armene sunt relațiile externe dintre România și Armenia. Ambele țări au stabilit relații diplomatice în 1992. Armenia are o ambasadă în București; România are o ambasadă în Erevan. Ambele țări sunt membre cu drepturi depline ale Organizației Cooperării Economice a Mării Negre.
Relațiile moderne între Armenia și România sunt înrădăcinate, în parte, în istoria modernă a poporului armean: după Genocidul Armean din 1915, România a fost primul stat care a oferit azil politic refugiaților din zonă, iar când în 2007, Președintele Armeniei, Serzh Sargsyan, a primit delegația condusă de Ministrul Apărării Naționale din România, Teodor Meleșcanu, a „remarcat faptul că prietenia armeano-română a fost adânc înrădăcinată în istorie și nu a fost un accident faptul că România a fost primul stat care a recunoscut independența Republicii Armenia.